# Tahura yanachagensis
Tahura yanachagensis är en insektsart som beskrevs av Dietrich 2004. Tahura yanachagensis ingår i släktet Tahura och familjen dvärgstritar. Inga underarter finns listade i Catalogue of Life.